# Preslavska Planina
Preslavska Planina (bulgariska: Преславска Планина) är en bergskedja i Bulgarien.   Den ligger i regionen Tărgovisjte, i den östra delen av landet, 270 km öster om huvudstaden Sofia.